# Sankt Marien (Schweinitz)
Die unter Denkmalschutz stehende evangelische Pfarrkirche Sankt Marien befindet sich in Schweinitz, einem Ortsteil der Stadt Jessen im Landkreis Wittenberg. Das Bauwerk wurde 1385 unter dem Namen Kirche Zum Heiligen Kreuz errichtet. Dabei wurden vermutlich auch Teile eines Vorgängerbaues aus dem 11. oder 12. Jahrhundert wiederverwendet.

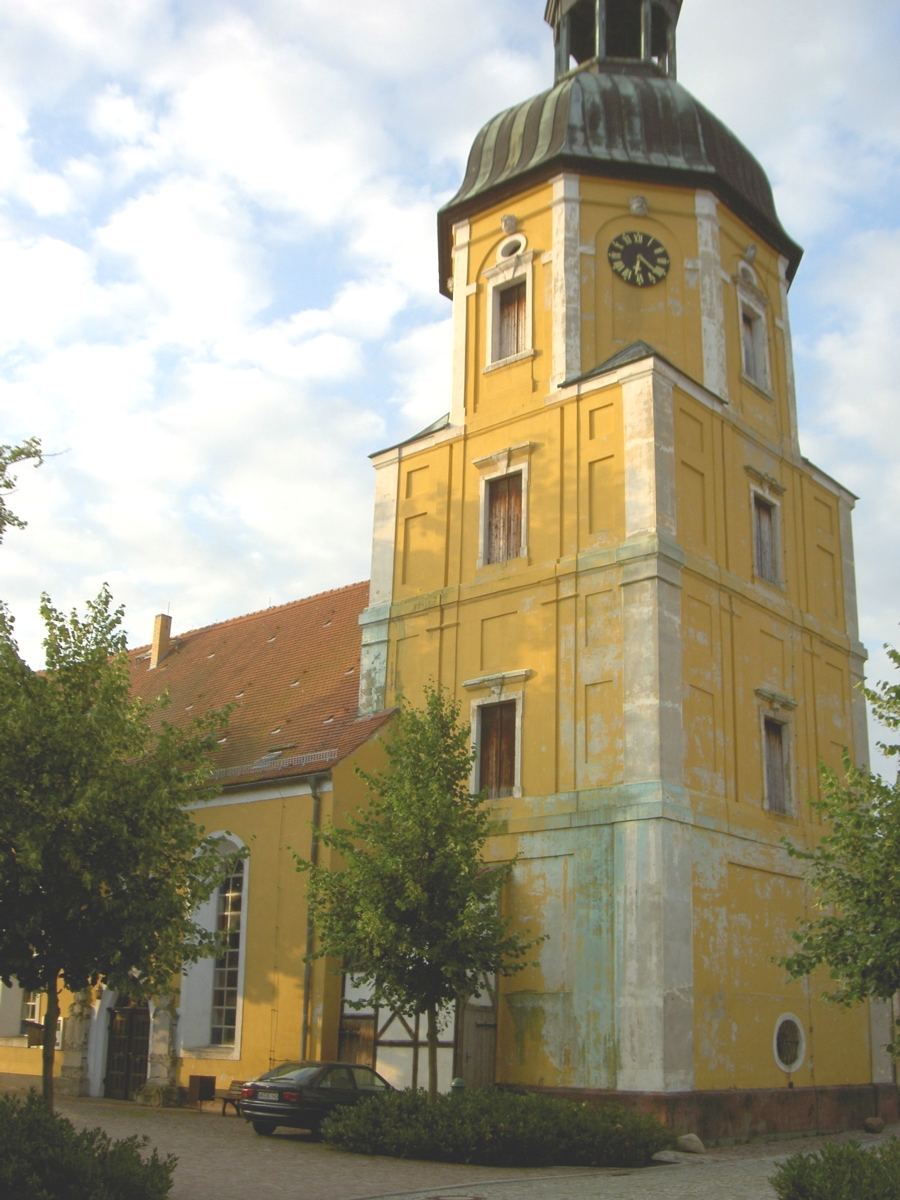
St.-Marien-Kirche Schweinitz

## Geschichte
Die Grundsteinlegung für die damalige Kirche Zum heiligen Kreuz erfolgte am 1. Juli 1385. Vermutlich befand sich an Stelle der heutigen Kirche schon im 11. Jahrhundert eine romanische Steinkirche. Teile dieses Bauwerks sollen an der halbkreisförmigen Apsis wieder verwendet worden sein. 
Während des Dreißigjährigen Krieges wurde das Gebäude durch einen Brand teilweise zerstört. Nach dem Wiederaufbau wurde die Kirche in Sankt Marien umbenannt. Von der ehemaligen Kreuzform ist der südliche Kreuzschenkel erhalten geblieben. Aus dem 16. Jahrhundert sind mehrere Predigtaufenthalte Martin Luthers in der Kirche belegt. 

## Baubeschreibung

### Gebäude
Die Kirche ist ein verputzter Saalbau mit Chor und Apsis sowie einem quadratischen Westturm. Chor und Schiff waren ursprünglich gleich breit. Im 17. Jahrhundert erfolgte eine Erweiterung des Schiffes nach Norden. Ein quadratischer Sakristeianbau befindet sich an der Südseite des Chores. Der Zugang zur Patronatsloge und den Ende des 17. Jahrhunderts errichteten Betstuben befindet sich nördlich des Chors. 
Der nach Westen ausgerichtete Turm verfügt über einen oktonalen Aufbau mit Welscher Haube,  Laterne und einem  Spitzhelm. Darstellungen von bärtigen Masken sind im Scheitel der verputzten Arkaden angebracht. Die beiden unteren Geschosse des Turms sind aus Raseneisenstein und Backsteinen, die barocke Erhöhung in Fachwerkbauweise errichtet.

### Innenraum  und Ausstattung
Im Chor befindet sich ein zweijochiges Kreuzgratgewölbe. Die Apsis und der Triumphbogen sind spitzbogig ausgeführt. Im südlichen Anbau befindet sich ein Zellengewölbe. In der Südostecke des Schiffs weist ein Rest eines Gewölbeansatzes auf eine ehemalige Gewölbedecke hin. Heute verfügt der barock erneuerte Saal über eine Bretterdecke. Auf der West- sowie Nordseite befinden sich Emporen. 
Aus dem Jahr 1722 stammt der Altaraufsatz. Dieser wurde vom Wittenberger Bildhauer Peter Wollschläger gefertigt und zeigt im Mittelteil die Auferstehung Christi. Das Altarkreuz wurde um 1714 geschaffen. Die aus Sandstein bestehende Taufe der Kirche stammt aus dem Jahr 1758. An der Kuppa der Taufe sind zwei  Wappen sowie muschelförmige Ornamente angebracht. Aus der Mitte des 17. Jahrhunderts stammt die hölzerne Kanzel mit Schalldeckel. In den Feldern zwischen den Ecksäulen sind die Evangelisten gemalt. Sechs, zum Teil verglaste Patronatslogen sowie das Herrschaftsgestühl befinden sich im Chor der Kirche.
Die Orgel wurde am 12. November 1876 eingeweiht und dem Erbauer Conrad Geißler aus Eilenburg tags zuvor abgenommen. Sein 70. Werk wurde in den Jahren 1992 und 2015 restauriert. Ihre Disposition ist:
| I Hauptwerk     |       |
| Bourdun         | 16′   |
| Principal       | 08′   |
| Rohrflöte       | 08′   |
| Quintatön       | 08′   |
| Viola da Gamba0 | 08′   |
| Oktave          | 04′   |
| Spitzflöte      | 04′   |
| Quinte          | 2 ⁄3′ |
| Octave          | 02′   |
| Cornett I–III   |       |
| Mixtur IV       |       |

| II Oberwerk      |       |
| Geigenprincipal  | 08′   |
| Lieblich-Gedackt | 08′   |
| Salicional       | 08′   |
| Flöte travers    | 08′   |
| Octave           | 04′   |
| Rohrflöte        | 04′   |
| Nasat            | 2 ⁄3′ |
| Waldflöte        | 02′   |

| Pedalwerk    |     |
| Subbaß       | 16′ |
| Violon       | 16′ |
| Principalbaß | 08′ |
| Posaune0     | 16′ |

- Koppeln: II/I, I/P
- Spielhilfen: Calcantenzug

### Grabmale und Epitaphe
Ein barocker Inschriftengrabstein befindet sich neben dem Altar. Er wurde für den Pfarrer Gottfried Hoffmann, welcher 1734 starb errichtet. Ein klassizistisches Grabdenkmal für Georg Gottfries Eckhardt und dessen Frau Wilhelmine Caroline befindet sich neben dem Aufgang zum Herrschaftsgestühl. Neben der Kanzel ist ein barockes Wandepitaph aus dem Jahr 1721 angebracht. Dargestellt ist ein von Wolken und Engelsflügeln umrahmter Putto mit Inschriftentafel. Ein ähnlich gestaltetes Epitaph befindet sich vor der Westempore. An der Nordwand im Außenbereich befinden sich weitere barocke Grabmale.